# Resonanzabsorption
Resonanzabsorption, auch resonante Absorption, bezeichnet die Übernahme der Schwingungsenergie einer Signalquelle durch einen mit seiner Eigenfrequenz schwingenden Resonator, wo die Schwingungsenergie in eine andere Energieform, meist in Wärme, umgewandelt wird. Je weniger die Eigenfrequenz des Resonators von der Frequenz des Senders abweicht, desto größer die übertragene (und damit aus dem Ursprungssignal entnommene) Energie.

## In Gasen

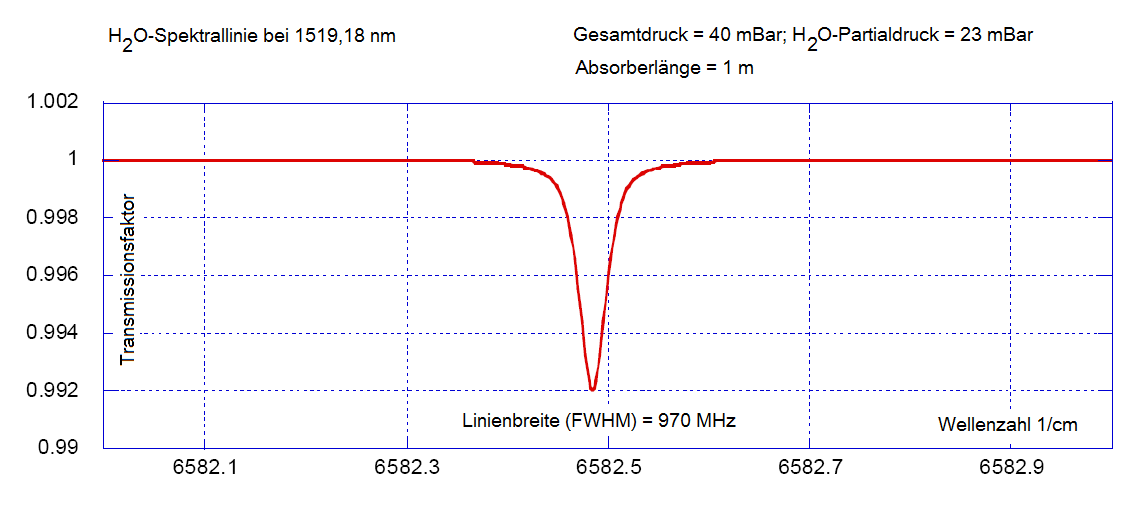
Resonanzabsorption von gasförmigem Wasser (Wasserdampf) bei 1519 nm

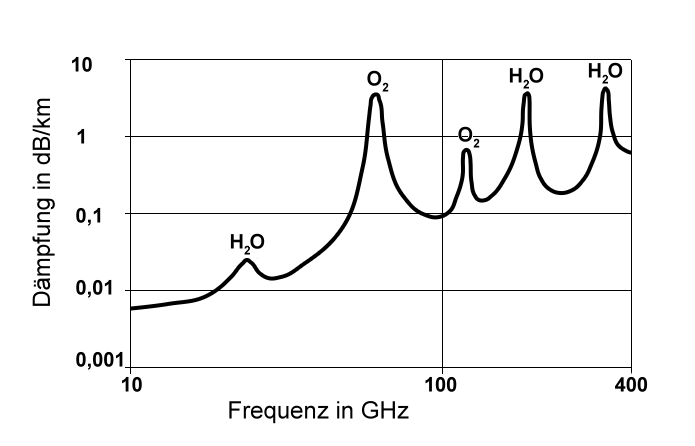
Atmosphärische Dämpfung elektromagnetischer Strahlung als Funktion der Frequenz

Moleküle der Luft absorbieren selektiv gewisse Wellenlängen

Elektromagnetische Wellen werden in der Atmosphäre mit steigender Frequenz immer stärker gedämpft. Bei gewissen Frequenzen absorbieren frei fliegende Moleküle besonders stark. Insbesondere Wasserdampf in der Atmosphäre ist dafür verantwortlich, dass Frequenzen im K-Band in regenreichen Gebieten kaum für die Signalübermittlung genutzt werden. Die Absorptionslinien von Sauerstoff und Wasser liegen bei 22,235 GHz (H2O), 60 GHz (O2), 118,75 GHz (O2), 183,31 GHz (H2O), 325,153 GHz (H2O).
Wird Licht, das alle Spektralfarben enthält, durch eine Wolke aus Natriumdampf geschickt, fehlen im durchscheinenden Licht die beiden gelben Natrium-D-Spektrallinien des Natriums. Man spricht hier auch von der Umkehrung der Natrium-D-Linien. Vergleichbares beobachtet man auf dem Weg von der Sonne zur Erde: Hier kann man analysieren, welche Gase im Zwischenraum vorkommen (Fraunhofer-Linien). In der Nähe derartiger Resonanzstellen tritt anomale Dispersion auf.

## In der Kernphysik
Auch im Bereich der Kernphysik werden Wellen- oder Teilchenstrahlungen durch mikrophysikalische Systeme infolge von Resonanzphänomenen in ihnen absorbiert. Das geschieht nur bei Frequenzen, die sie auch emittieren können. Die „rückstoßfreie Resonanzabsorption“ wird beispielsweise bei der Mößbauerspektroskopie genutzt.

## In der Astrophysik
In der Astrophysik wird mit Hilfe der Lyman-Break-Technik nach rot-verschobenen Absorptionslinien der kurzwelligsten Wasserstofflinie gesucht. Der dabei oft beobachtete „Lyman-Alpha-Wald“ erleichtert die Suche nach hochrotverschobenen Galaxien.

## Bei mechanischen Schwingungen
Ziel ist, Bewegungsenergie mit bestimmten, genau definierten Frequenzen in Wärmeenergie umzuwandeln wie bei Schwingungstilgern in Hochhäusern. Falls die Frequenz der unerwünschten Bewegung nicht genau definierbar ist oder zu viele unterschiedliche Frequenzen auftreten, werden reibungsbehaftete Schwingungsdämpfer eingesetzt, die nicht so effektiv sind.
Der Schlingertank verringert das Rollen von Schiffen bei seitlich auftreffenden Wellen.
In der Raumakustik können Helmholtz-Resonatoren und Membranabsorber gezielt zur Absorption schmalbandiger, niederfrequenter Raummoden herangezogen werden.
Hochspannungsleitungen werden vom Wind zu Schwingungen angeregt, die zu Kurzschluss oder Bruch führen können. Daher werden insbesondere bei langen Spannfeldern Stockbridge-Schwingungstilger installiert, deren Resonanzfrequenz fest eingestellt ist.

## In der Chemie
Die Elektronen in Chlorophyll-Molekülen von Pflanzen können nur Licht der Wellenlängenbereiche um 450 nm und 650 nm resonant absorbieren. Deshalb strahlen sie grünes Licht um 550 nm ab, weil die Elektronen bei diesen Wellenlängen nur verlustarme erzwungene Schwingungen ausführen können.

## In der Elektrotechnik

Bandfilter aus zwei magnetisch gekoppelten Schwingkreisen

Ein Saugkreis absorbiert im Bereich der Resonanzfrequenz Energie, die zum größten Teil im Verlustwiderstand der Spule in Wärme umgesetzt wird. Das wird in der Nachrichten- und Messtechnik oft als selektiver Kurzschluss für unerwünschte Signale eingesetzt (Kerbfilter). So lassen sich mit einem Absorptionsfrequenzmesser Frequenzgemische analysieren und mit einem Dipmeter werden Resonanzstellen von Schwingkreisen und Antennen ermittelt.
Mit Oberschwingungsfiltern werden unerwünschte Oberschwingungen im Strom oder der Spannung elektrischer Energieversorgungsanlagen durch selektive Absorption unterdrückt. Oberschwingungen entstehen u. a. in Anlagen der Hochspannungs-Gleichstrom-Übertragung, in Thyristorstellern und in Frequenzumrichtern.
In einer Atomuhr sorgt Resonanz für eine exakte Übereinstimmung der Frequenz eines Quarzoszillators mit den Energiedifferenzen der Atomhülle gewisser Atome. Bei RFIDs und Indusi werden Energie und Daten durch Resonanzabsorption über Abstände bis zu einigen Metern übertragen. Zur Warensicherung in Kaufhäusern werden Resonanz-Verfahren eingesetzt, die durch Änderung der Resonanzfrequenz "entschärft" werden können. Empfindliche Hochfrequenzempfänger erhalten ihre Signale immer von abgestimmten Dipolantennen, weil diese infolge von Resonanzabsorption besonders viel Energie aus dem elektromagnetischen Feld aufnehmen. Bei Frequenzabweichungen von einigen Prozent sinkt die Signalstärke erheblich. Aus diesem Grund sind die Empfangsantennen für die extrem schwachen NMR-Signale in Magnetresonanztomographen auf ein schmales Frequenzband im Bereich der erwarteten Larmor-Frequenz abgestimmt. So wird die Detektion von Störsignalen und von Rauschen aus anderen Frequenzbereichen unterdrückt.
In einem Bandpass wird besonders viel Energie zwischen den Schwingkreisen übertragen, wenn die Resonanzfrequenzen übereinstimmen. Je unterschiedlicher die Resonanzfrequenzen der beiden Schwingkreise sind, desto geringer ist der Energieübertrag. Beim Teslatransformator wird mit diesem Resonanzeffekt Hochspannung erzeugt.
Die Zyklotronresonanz freier Elektronen ist die Grundlage der Funktion von Gyrotron und Magnetron. Beides sind leistungsfähige Mikrowellen-Generatoren.